# ويليام وليامز (شاعر)
ويليام وليامز (بالإنجليزية: William Williams) (و. 1801 – 1869 م) هو شاعر، وناقد أدبي، وكاهن من ويلز، والمملكة المتحدة لبريطانيا العظمى وأيرلندا، توفي عن عمر يناهز 68 عاماً.